# Alena Brawa
Alena Walerjeuna Brawa (belarussisch Алена Валер'еўна Брава, russisch Алена Валерьевна Браво; * 18. August 1966 in Baryssau, Weißrussische Sozialistische Sowjetrepublik) ist eine belarussische Schriftstellerin, die derzeit in Baryssau lebt.

## Leben und Werk
Sie entstammt einer Angestelltenfamilie, schloss die Fakultät für Journalistik der Belarussischen Staatlichen Universität ab, lebte mit ihrem Ehemann und der Tochter bis 1990 auf Kuba. Sie arbeitet derzeit als stellvertretende Chefredakteurin der Lokalzeitung Adzinstva (= Einheit).
Bereits als Schülerin schrieb sie Gedichte und ist Verfasserin des Gedichtbandes На глыбіні каранёў (In der Tiefe der Wurzeln, 2002). Sie publizierte in einigen belarussischen Literaturzeitschriften und ist in den Anthologien Апавяданне - 2005 (Erzählung 2005) und І зоркі над Бярэзінай - ракой (Und die Sterne über dem Fluss Bjaresina) vertreten. Für den Erzählband Каменданцкі час для ластавак (Sperrstunde für Schwalben, Verlag Mastackaja Litaratura, 2004) wurde sie mit dem Hlinjany Vales, einem Literaturpreis in Belarus, ausgezeichnet.